# Али Джасим
Али́ Джаси́м Элайби́ Аль-Тамими́ (араб. جاسم لعيبي التميمي‎; 20 января 2004, Багдад) — иракский футболист, нападающий клуба «Комо» и сборной Ирака.

## Клубная карьера
Во взрослом футболе дебютировал в 2018 году выступлениями за команду «Аль-Карх», в которой провёл два сезона.
Впоследствии с 2020 по 2023 год играл в составе команд «Аль-Шорта», «Аль-Кахраба» и «Антальяспор».
Своей игрой за последнюю команду привлёк внимание представителей тренерского штаба клуба «Аль-Кува», в состав которого присоединился на условиях аренды 2023 года. Отыграл за багдадскую команду следующий сезон своей игровой карьеры.
В состав клуба «Аль-Кахраба» присоединился в 2024 году.
В июле 2024 года Джасим подписал трёхлетний контракт с «Комо». Дебютировал за новый клуб 29 сентября 2024 года в выиграном (3:2) домашнем поединке Серии А против «Эллас Верона».
28 января 2025 года до конца сезона перешёл на правах аренды в нидерландский «Алмере Сити».

## Карьера в сборной
В 2018 году дебютировал в составе юношеской сборной Ирака (U-16), всего на юношеском уровне принял участие в 3 играх.
В 2023 году привлекался в состав молодёжной сборной Ирака. На молодёжном уровне сыграл в 10 официальных матчах, забил 2 гола.
В том же году дебютировал в официальных матчах в составе сборной Ирака.